# Светска књига чињеница
Светска књига чињеница (енгл. The World Factbook) је референтни извор који производи Централна обавештајна агенција (ЦИА) са информацијама у стилу алманаха о земљама света. Званична штампана верзија доступна је у Канцеларији за издаваштво Владе САД. Књига чињеница је доступна у облику веб-сајта који се делимично ажурира сваке седмице. Такође је доступна за преузимање за коришћење ван мреже. Пружа резиме од две до три странице о демографији, географији, комуникацијама, влади, привреди и војсци 266 међународних субјеката, укључујући земље које су признале САД, зависности и друге области у свету.
Књигу чињеница је припремила ЦИА за употребу званичника владе САД, а њен стил, формат, покривеност и садржај су првенствено дизајнирани да задовоље њихове захтеве. Такође се често користи као ресурс за академске истраживачке радове и новинске чланке. Као дело владе САД, у САД је у јавном власништву.

## Контроверзе
ЦИА је 28. фебруара 2008. додала чланак о Републици Косово, која је једнострано прогласила независност 17. фебруара исте године. Пре тога, Република Косово се није налазила у Књизи чињеница. Република Косово је предмет територијалног спора — Србија и даље тврди да је Косово део њене суверене територије. Независност Косова је признало 88 од 193 државе чланице Уједињених нација, укључујући и САД.